# Wien Penzing
Wien Penzing – stacja kolejowa w Wiedniu, w dzielnicy Penzing, w Austrii. Stacja ma 3 perony.